# 黔桂苎麻
黔桂苎麻（学名：Boehmeria blinii）是荨麻科苎麻属的植物，是中国的特有植物。分布于中国大陆的广西、贵州等地，生长于海拔170米至650米的地区，见于低山林中，目前尚未由人工引种栽培。

## 异名
- Boehmeria blinii Levl. var. podocarpa W. T. Wang